# Maria Portugalska
Maria Portugalska (ur. 9 lutego 1313, zm. 18 stycznia 1357 w Évorze) – infantka portugalska, pierwsza córka króla Alfonsa IV i królowej Beatrycze Kastylijskiej. Dziadkami po matce byli Sancho IV Odważny i Maria de Molina.
W 1328 roku poślubiła Alfonsa XI przez co stała się królową Kastylii i Leónu. Para miała dwójkę synów:
- Ferdynanda (1332 – 1333)
- Piotra (1334 – 1369), późniejszego Piotra I zwanego Okrutnym

Maria została pochowana w kaplicy królewskiej w katedrze w Sewilli.